# Baikal-M
Baikal-M —  процессор с низким энергопотреблением семейства Baikal, разработанный российской компанией Baikal Electronics. 
Обеспечивает производительность между процессорами Intel Atom E3940 и Core i3-7300Т (ближе к последнему).

## Разработка и производство
- 2016 — анонсированы сроки получения инженерных образцов[2].
- 2018 — завершена разработка.

- 2019 — начат выпуск на мощностях тайваньской компании TSMC.
- октябрь 2019 года — процессор и продукты на его основе представлены на закрытой выставке «Микроэлектроника 2019»[3][4][5].
- 22 октября 2019 на форуме «Открытые инновации» в Сколкове состоялась презентация процессора[6].
- 28 августа 2020 года — представлен моноблок «Гравитон М50Б» с чипом Байкал BE-M1000 и ОС Astra Linux стоимостью 150 тысяч рублей[7].
- В планах нового владельца «Байкал электроникс» — группы «Вартон» на 2021 г. выпуск 130 тыс. процессоров Baikal. Компания «Байкал электроникс» намерена инвестировать порядка 23 млрд руб. в расширение линейки выпускаемых ею отечественных процессоров, а также в период до 2025 г. нарастить объемы их производства до 600 тыс. штук[8].
- 9 августа 2021 года компания iRU (входящая в тройку лидеров на российском рынке ПК) приступила к производству настольных ПК и моноблоков, построенных на отечественном ARM-процессоре Baikal-M. По своим возможностям этот чип не уступает Intel Core i3 7300T. Первые поставки планируются в I квартале 2022 г. Реализация этого плана будет зависеть первую очередь от поставки комплектующих, и не только процессоров Baikal-М, но и другой компонентной базы, рассказали представители «Байкал электроникс»[9].
- 18 октября 2021 года «Байкал электроникс» получила от TSMC первые 5 тысяч процессоров Baikal-M и далее будет получать от 10 тыc. штук в месяц [10]
- 25 октября 2021 компания «Сила» — дочерняя структура IBS — нацелилась выпустить все основные типы вычислительной техники на отечественных процессорах, чтобы они смогли попасть в реестр российского «железа» при Минпромторге (речь идет о сборке компьютеров, а не о производстве процессоров). В частности, компания планирует использовать Baikal-M в ПК, ноутбуках, тонких клиентах. Собственное производство «железа» «Силы» расположено в подмосковной Балашихе[11].
- 27 февраля 2022 TSMC прекращает производство и отгрузку уже произведённых к тому времени 300 тыс. процессоров «Байкал» (также «Эльбрус» и других российских чипов)[12].

В 2024 г. разработчик процессоров Baikal компания «Байкал электроникс» расширяет эксперимент по локализации в России процесса  корпусирования собственных чипов в России (этот процесс изначально был запущен ещё в ноябре 2021 года в Калининградской области на мощностях российского холдинга GS Group, вскоре к экспериментам присоединятся зеленоградские мощности «Миландра» и «Микрона»).

## Технические характеристики
| Архитектура          | ARMv8-A                                                 |
| Число ядер           | 8 ядер ARM CortexA57, 4 кластера по 2 ядра, до 1,5 ГГц  |
| Графические ядра     | 8 ядер Mali-T628, до 750 МГц, кэш L2: 128 Кб на кластер |
| Кэш                  | L3: 8 Мб                                                |
| Контроллер памяти    | 2 × DDR3/DDR4-2400 64 бит DRAM, ECC                     |
| Сопроцессоры         | ARM NEON                                                |
| Техпроцесс           | 28 нм                                                   |
| Размер кристалла     | 240 кв. мм                                              |
| Энергопотребление    | до 35 Вт                                                |
| Стоимость разработки | ~ 25 млн $/ 2 млрд руб.                                 |

## Встроенные интерфейсы
- 2 × 1 Гб Ethernet (RGMII)
- 2 × 10 Гб Ethernet (10GBase-KR/KX4)
- 3 × PCIe Gen3 (8+4+4 линии)
- 2 × SATA 6G
- 4 × USB2.0
- 2 × USB3.0/2.0
- 4K video-decoder
- QLVDS QHD/WQXGA (2560×1440/2560×1600), 60 Гц
- HDMI 2.0 UHD (3840×2160), 60 Гц
- I2S
- 2 × SMBus
- 1 × SPI
- 1 × eSPI
- 2 × UART
- 32 × GPIO
- eMMC/SD/SDIO
- CoreSight(SW/JTAG, MIPI PTI)

## Характеристики корпуса
- Тип — FCBGA
- 40 × 40 мм
- 2,8/3,05/3,3 мм — высота (мин/ном/макс)
- 1521 вывод
- 1 мм — шаг
- 0,6 мм — диаметр контакта

## Совместимость с программным обеспечением
- Астра Линукс[19]
- РЕД ОС[20]
- Windows 10 / Windows 11 для ARM64 систем (неофициально[21][22][23][24])